# Yuri Vardanyan
Yuri Vardanyán (Guiumri, República Socialista Soviética de Armenia, 13 de junio de 1956-Estados Unidos, 1 de noviembre de 2018) fue un campeón mundial y olímpico en halterofilia armenio que competía por la Unión Soviética.
Vardanyán es uno de los más exitosos levantadores olímpicos: fue siete veces campeón mundial entre 1977 y 1985 (en las categorías hasta 75 y 82,5 kg) y estableció 41 récords mundiales - 15 en el arranque, 15 en el lanzamiento y 11 en el total combinado, en tres categorías de peso distintas (hasta 75, 82,5 y 90 kg).
Entre sus mejores marcas, se incluyen:
- Arranque - 190 kg en la categoría hasta 90 kg
- Lanzamiento - 228 kg en la categoría hasta 90 kg
- Total combinado - 405 kg en la categoría hasta 82,5 kg
- Total combinado - 415 kg en la categoría de hasta 90 kg

Él 1977, ganó el título de Maestro de Honor del Deporte de la Unión Soviética y en 1985 recibió la Orden de Lenin. En 1994, fue elegido al Salón de la Fama del levantamiento de pesas.
En 1991, Vardanyán emigró a los Estados Unidos. Vandarnyán murió a los 62 años. El portavoz del Ministerio de Deportes y Asuntos de la Juventud Astghik Martirosyán lo confirmó a PanarMENIAN.Net.